# L'Arche du Captain Blood
Pour le film de Michael Curtiz avec Errol Flynn, voir Capitaine Blood.
L'Arche du Captain Blood (appelé à tort L'Arche du Capitaine Blood), est un jeu vidéo français sorti en 1988 et créé par Exxos (qui deviendra ensuite Cryo). Il a été publié pour différentes plateformes, mais la version Atari ST est celle qui possède le plus de fonctionnalités.
Le joueur incarne un programmeur bloqué et cloné à l'intérieur de son propre jeu ; peu à peu, il se transforme en machine et doit retrouver et détruire ses cinq clones avant de perdre définitivement sa forme humaine. L'action se déroule dans l'Hydra, une galaxie imaginaire, où le joueur se déplace de planète en planète à la rencontre d'extraterrestres aux caractéristiques différentes, qui l'aideront ou non à accomplir sa quête.
L'Arche du Captain Blood se caractérise par son système de dialogue permettant de concevoir des phrases à partir d'icônes, afin de communiquer avec les extraterrestres. Linguistiquement, on parle d'écriture logographique.
Le jeu connait un immense succès à sa sortie et gagne de nombreux prix. Le jeu sera no 1 des ventes en France, Allemagne, Royaume-Uni, Italie, no 5 au Japon et no 6 aux États-Unis[réf. nécessaire]. Le jeu possède deux suites, Commander Blood (sorti en 1994) et Big Bug Bang (1996), qui ne connaitront pas le succès du premier opus.
Depuis 2011, une nouvelle version appelée Captain Blood Legacy est en développement . L'équipe de développement comprend d'ailleurs une partie de l'équipe originale. Le développeur à l'initiative du projet est toutefois depuis 2013 sans nouvelle de Philippe Ulrich et Didier Bouchon.

## Trame

### Histoire
Bob Morlock, un programmeur de jeux vidéo de la fin des années 1980 surnommé Blood, cherche en vain l'idée de jeu qui lui permettra de sortir de la misère dans laquelle il est plongé depuis quelques années maintenant ; c'est en invitant un vieil homme (présenté comme Jean Rostand) à boire un verre au bar qu'une idée lui vient en tête : le vieillard est persuadé que les extraterrestres existent et qu'ils sont cachés dans les jeux vidéo.
Rentré chez lui, Bob décide de réaliser un jeu où il sera question de combattre les extraterrestres à l'intérieur même du programme. Plusieurs mois de travail plus tard, Bob lance son programme et se dématérialise complètement...
Il réapparait alors dans son jeu, dans le corps de Captain Blood aux commandes de l'arche qu'il a lui-même programmée, perdu au fin fond de l'Hydra, l'univers qu'il a créé. Mais à peine est-il arrivé qu'une attaque foudroyante contre son vaisseau le force à fuir en mode hyperespace. Durant la fuite, l'un des systèmes du vaisseau est endommagé et Blood est cloné en une trentaine d'exemplaires, ce qui lui vole une partie de son fluide vital et donc le condamne à se transformer petit à petit en robot. Il doit donc sans attendre partir à la recherche de ses 30 clones.
800 ans plus tard, Blood est parvenu à retrouver 25 de ses doubles et à les détruire ; il en reste cependant encore 5 qui ont, avec les siècles, appris à se cacher. Les retrouver s'avère donc être une tâche très difficile pour Captain Blood, qui a déjà perdu une grande partie de sa forme humaine et auquel il ne reste plus que peu de temps avant de disparaître définitivement.

« Il reste 5 NUMÉROS, planqués là, quelque part dans cette purée d'étoiles, pensa Blood. Cinq salopards de NUMÉROS qui l'attendaient sûrement, alertés par les Migrax trop heureux de vendre cette information capitale à prix d'or. Cinq clones de Lui-même, prêts à défendre leur sale peau de NUMÉROS : le un, le deux, le trois, le quatre et ce bâtard de NUMÉRO 5. »

— Rapport de la Biorédactrice de l'Arche, Début du dernier paragraphe du chapitre 7 du texte d'introduction fourni avec le manuel du jeu (Les 5 derniers NUMÉROS)

### Races et représentants
L'univers de l'arche du Captain Blood est rempli de races toutes aussi singulières les unes que les autres.
- Antenna : créatures très amicales
- Buggol : espèce poussant les principes démocratiques à l'extrême
- Croolis : êtres au « cerveau musclé », séparés en deux espèces antagonistes (Croolis Vareux et Croolis Ulvés)
- Izwal : pacifistes
- Kingpak : créature ridicule, ayant peut-être servi de modèle aux Pac-Man
- Migrax : grands voyageurs
- NUMÉROS : clones de Blood
- Ondoyantes : créatures de rêve
- Robheads : têtes d'anciens androïdes réduites à l'état végétatif
- Sinox : travailleurs très intelligents
- Tubular brainers : seuls représentants d'un cerveau en forme de tube
- Tricephals : tricéphales
- Tromps : inoffensifs et têtus
- Yukas : espèce belliqueuse

### Planètes
Le joueur est amené à se promener de planète en planète afin de rencontrer les différents personnages. La majorité des planètes habitées ont leur propre nom :
Planètes défendues
- Tuer Toi : Planète du Croolis Vareux Méchant Fou
- Grande Peur : Planète du Croolis Vareux Mâle Guerrier
- Piège 1 : Planète du Croolis Vareux Pauvre Génétique
- Piège 2 : Planète du Croolis Vareux Belle Bêtise
- Piège 4 : Planète du Croolis Ulvé Mort Génétique
- Méchant Piège : Planète du Croolis Ulvé Bonjour Prison
- Juron80 : Planète du Croolis Ulvé Juron 4
- Grand Piège : Planète du Croolis Ulvé Grande Destruction
- Impossible : Planète de l'Ondoyante Trauma
- Femelle 021 : Planète de Yukas
- 128 : Planète du Sinox Bel Esprit
- 256 : Planète du Sinox Cerveau Radioactif
- Corpo : Planète de l'Ondoyante Torka
- Esprit : Planète de l'Ondoyante Torka
- 1 : Planète King Pak
- 2 : Planète King Pak
- 3 : Planète King Pak
- 4 : Planète King Pak

Planètes non défendues
- Rosko 1 : planète du Buggol Morlock
- Rosko 2 : planète du Buggol Bel Inconnu
- Esprit 137 : planète du Buggol Père Inconnu
- Bow-Bow : planète de l'Izwal Yoko
- Idée 962 : planète de l'Izwal Petit Ami
- Idée 349 : planète de l'Izwal Non non
- R.V.67 :  planète de l'Izwal Maxon
- Reproduction 14 : planète du Migrax Grande Prime
- Reproduction 18 : planète du Migrax Missile Brave
- Kristo 7 : planète Antenna
- Kristo 8 : planète Antenna
- Kristo 15 : planète Antenna
- Kristo 34 : planète Antenna
- 145 : planète Robhead 1
- 267 : planète Robhead 2
- 389 : planète Robhead 3
- 403 : planète Robhead 4

Voici comment le capitaine Blood perçoit cet espace :

« L'arche s'arracha dans un grondement de tonnerre. Quelques instants plus tard, elle fusa dans l'hyperespace. Sur l'écran tridimensionnel, Blood admira les fabuleuses volutes colorées de l'espace-temps, paysage mathématique aux confins de l'entendement humain qui aspire l'esprit dans un vertige sublimé par le vide théorique qu'il évoque et dont la description n'est qu'un pâle reflet dans l'eau usée et nauséabonde d'une mare croupissante et sans fond, dans laquelle on s'enfonce d'ailleurs... »

— Rapport de la Biorédactrice de l'Arche, Début du chapitre 6 du texte d'introduction fourni avec le manuel du jeu (Mastochock)

## Système de jeu

### Principes
Le joueur incarne, en vue subjective, Captain Blood aux commandes de son arche spatiale perdue au sein de l'univers Hydra contenant 32 768 planètes. L'Hydra est habitée par des races extraterrestres plus ou moins intelligentes ou amicales ; chacune possède un ou plusieurs représentants localisés sur l'une des planètes de l'Hydra, par des coordonnées X et Y (exemple : 167/42). À chaque nouvelle partie la répartition des extraterrestres dans l'univers est réinitialisée.
Au début de la partie, Captain Blood se situe dans l'orbite d'une planète occupée par un extraterrestre choisi au hasard et doit entrer en contact avec ce dernier pour obtenir des numéros ou des informations sur la localisation des autres extraterrestres. La rencontre initiale, qui représente le point d'entrée du jeu, s'effectue sur une planète choisie parmi quatre autres, afin de ne pas être bloqué par la rencontre d'un extraterrestre ignorant, ce qui bloquerait le joueur. Blood devra souvent effectuer divers services pour obtenir les informations désirées : voter pour l'extraterrestre, tuer un ennemi, transporter l'extraterrestre sur une autre planète, se lier d'amitié avec eux, faire une course...
Au fur et à mesure que le temps s'écoule, l'état de santé de Blood diminue ; pour l'améliorer, il devra retrouver et éliminer ses cinq clones cachés dans l'univers.

### Exploration planétaire
Pour explorer une planète, Blood doit envoyer Oorxx à sa surface : lorsque Oorxx trouve un être vivant, il atterrit ; sinon, il s'arrête. Oorxx peut téléporter un être vivant dans le frigatorium du vaisseau de Blood.
Oorxx peut également prendre des clichés de la planète, voire détruire la planète.

### Dialogues
Tout dialogue s'effectue au travers d'une interface appelée l'UPCOM (Universal Protocol of COMmunication) basée sur environ 120 icônes représentant des mots ; en disposant correctement ces symboles, il est possible de parler ainsi :

« Yoko : Bonjour Toi
Yoko : Yoko Vouloir Connaître Identité Inconnu
Blood : Moi Blood
Yoko : Bonjour Blood
Yoko : Blood Vouloir Informations ?
Blood : Moi Chercher Clones
Yoko : Toi Ami Clones ?
Yoko : Toi Vouloir Aller Tuer Clones ?
Yoko : Moi Pas Connaitre Clones
Yoko : Toi Aller Contacter Ami Izwal »

Une bonne partie du jeu est basée sur l'UPCOM et sur les conversations qu'il engendre.

## Développement

### Équipe
- Concepteur et chef de projet : Philippe Ulrich
- Graphismes : Michel Rho
- Programmation : Didier Bouchon

Adaptations : 
- Atari ST : Didier Bouchon
- Amiga : Sylvain Tintillier
- Amstrad/Schneider CPC : Yves Lamoureux
- PC et Commodore C64 : François Lionet (en)
- Thomson : Nicolas Massonnat
- Spectrum : Imagitec Design
- Macintosh et Apple II : Alexis Martial

### Musique
La musique d'introduction du jeu a été réalisée à partir d'un titre de Jean Michel Jarre.
Philippe Ulrich a extrait un sample du titre Ethnicolor extrait de l'album Zoolook. Le reste de la musique a été composé par Philippe Ulrich.
Un CD mixte a été édité contenant le morceau du jeu, le morceau original ainsi qu'une piste CD-ROM du jeu en version PC.[réf. nécessaire]